# Ричард II Плантагенет
Ричард II (6. јануар 1367 — 14. фебруар 1400) је био енглески краљ из династије Плантагенет од 1377. до 1399. године. Био је син Едварда Црног Принца, а деда му је био краљ Едвард III. Постао је краљ само са 10 година, након смрти Едварда III. Хенри IV из куће Ланкастер га је свргао с власти, утамничио и убио. Ричард II је био последњи краљ из династије Плантагенет.

## Наставак Стогодишњег рата и главарина
За време Ричарда II обновљен је рат с Француском. Рат је текао неповољно за Енглеску. Француски бродови пустошили су енглеске обале. Експедиције које су слали Енглези остајале су без резултата. Рат је стајао много новаца. 1377 г. парламент је увео главарину. Сваки Енглез морао је плаћати 1 грот (4 пенија). 1379 г. порез је поново расписан. Нова главарина, уведена 1380 г., утростручила је пореско оптерећење (на један шилинг).
Главарина, а још више злоупотребе при њеном скупљању били су последња кап која је препунила чашу сељачког стрпљења. Међу сељацима, угњетеним порастом феудалне ренте, заузимањем општинске земље, враћањем на кулук, већ је давно почело подводно таласање. У проповедима лоларда изражавано је њихово незадовољство. Није било ни једног слоја међу енглеским виланима, који не би био озлојеђен феудалцима и државном влашћу која је сељаке угњетавала све новим порезима. Горњи слој кметског сељаштва који се обогатио тргујући житом, стоком и вуном и који је куповао земљу, мрзео је кметство. Средње сељаштво, које је представљало основну масу кметског становништва, највише је настрадало од пораста феудалне ренте и враћања на кулук. Сељачка сиротиња, која је првенствено живела од продаје своје радне снаге, страдала је од радничког законодавства и од тога што су лордови заузимали општинску земљу. Сви су проклињали државну власт — краљевске саветнике, који су товарили на народ тешке дажбине.

## Сељачки устанак Вота Тајлера
Пошто је постао краљ са 10 година, у његово име је владао регент Џон од Гента. Сељачки устанак је избио 1381. под вођством Вата Тајлера. Ричард је са 14 година показао храброст да иде да преговара са устаничким вођама. Он је понудио амнестију коловођама устанка и обећава да ће испунити њихове захтеве. Међутим вође устанка су ухапшене и смакнуте. После тога побуна је смирена.

### Избијање устанка
1381 г. избио је у источној Енглеској устанак. Сељаци су најурили порезнике и краљевске чиновнике. Неке од њих су побили. Устаницима су приступали све нови и нови одреди сељака, који су били наоружани луковима, тојагама, секирама, косама и вилама. Устанак је почео као протест против тешких пореза, али се ускоро окренуо против свих угњетача народа и, највише, против феудалаца. Нарочиту мржњу сељака изазвали су црквени феудалци — епископи и опати.
У многим местима источне Енглеске образовани су сељачки одреди. Они су уништавали властелинска имања и манастире, одводили. стоку, односили покућанство и спаљивали документе у којима су биле записане сељачке обавезе. Сељацима је често притицала у помоћ и градска сиротиња.
Највећом организованошћу одликовао се устанак у грофовијама око Лондона — у Есексу и Кенту. Кентски сељаци ослободили су из тамнице Џона Була и учинили га једним од својих вођа. Џон је проповедао непомирљиву класну мржњу према народним угњетачима. Он је позивао да се поубијају сви сениори и њихови помагачи — краљевске судије. Говорио је да ће ствари у Енглеској кренути набоље тек онда када сва добра постану заједничка, кад не буде ни вилана ни племића и када сви буду једнаки. Главни вођ устанка био је занатлија, зидар Ват Тејлор. По његовом имену устанак из 1381 г. обично се зове »устанак Вата Тејлора«.

### Сељаци-устаници у Лондону
Сељаци из Есекса и Кента пошли су на Лондон у два велика одреда. Лондонски председник општине наредио је да се затворе градске капије, али градска сиротиња није дозволила да се то учини. И међу лондонским старешинама, које су се бирале између богатих трговаца, било је незадовољних политиком краља и његових саветника. Незадовољство буржоазије било је изазвано рђавим вођењем рата, који је потпуно уништио енглеску спољну трговину. Неки од старешина наредили су стражи да пропусти сељаке, мислећи да ће искористити сељачки устанак да би заплашили краља и његове саветнике. С развијеним заставама, не наилазећи на отпор, сељаци су ушли у град. Почели су да пале и руше куће најомраженијих лица у народу. Гонили су и убијали краљевске судије које су сматрали за кривце угњетавања народа. Сељаци су проваљивали тамнице и пуштали затворенике на слободу.
Сељаци-устаници су опколили лондонски замак Тауер, у коме се тада налазио краљ Ричард II и тражили да он изађе да с њима преговара. Чим је краљ изишао из Тауера, сељаци су продрли у замак и побили неколико велможа који су се тамо затекли, а међу њима и кентерберијског архиепископа.

### Захтев сељака
До састанка с краљем дошло је у Мајленду. Сељаци су краљу изнели своје захтеве, који су добили назив мајлендски програм. Мајлендски програм тражио је укидање кметовског система, укидање кулука и увођење једнообразне ниске новчане ренте (4 пенија по акру), слободну трговину по свим градовима и месташцима Енглеске и амнестију за устанике. Краљ је био принуђен да пристане на све сељачке захтеве. Један део сељака поверовао је краљевим обећањима, напустио Лондон и упутио се кућама. Али су многи устаници, особито сиромаси, били незадовољни. Њима је била потребна земља и укидање сурових закона против радника. Ничега од свега тога није било у краљевим обећањима. Знатан део сељака, заједно с Ватом Тејлором и Џоном Булом, остао је у Лондону. Они су тражили да се поново састану с краљем. У то време почела је градска сиротиња у Лондону да се разрачунава са својим понижаватељима и угњетачима. У почетку се народни гнев сручио на странце — Фламанце и Италијане. Фламанци су у Лондону били углавном из редова богатих сукнара који су се иселили за време догађаја у вези са Стогодишњим ратом. Они су у Енглеској отварали велика предузећа у којима су експлоатисали раднике и ситне мајсторе. Италијани су били углавном зеленаши. Али су насиља почела да захватају и енглеске трговце. Енглески богаташи су се уплашили и почели да купе оружане снаге против сељака-устаника и градске сиротиње.
Краљ је био приморан да се поново састане са сељацима. У одреду с којим се краљ састао у Смитфилду преовлађивали су људи из Кента, који се од других источних грофовија разликовао по томе што у њему готово није ни било кметова. Али је слободно сељаштво те грофовије јако патило од оскудице у земљи. Кентски одред је углавном заступао интересе сељачке сиротиње.
Смитфилдски захтеви знатно се разликују од мајлендских. Сељаци су тражили да се укину сви закони сем винчестерског (тај закон, издат за време Едварда I, гарантовао је личну и имовинску безбедност), да се одузму земље епископима, манастирима и свештеницима и да се поделе парохијанима. Захтевали су да се укину све привилегије сениора и да се сталежи изједначе. Инсистирали су на томе да се сељацима врате општинска права која су присвојили сениори. Међу тим захтевима налази се и укидање кметовског (феудалног) права. То је једина тачка у којој су поновили мајлендски програм.
Али, лондонска буржоазија и феудалци већ су се били припремили за отпор. У време краљевих преговора са сељацима лондонски председник општине издајнички је убио Вата Тејлора. Велики оружани одред састављен од ритера и богатих грађана дојурио је краљу у помоћ. Сељаци, немајући више свога вођа, устезали су се да ступе у борбу. Давали су им свакојака обећања, обећавали су им да их неће гонити због учествовања у устанку и приволели их да се разиђу кућама.

### Гушење устанка
Сељаци су се разишли у убеђењу да су сви њихови захтеви прихваћени. Решили су да више неће кулучити и сматрали се слободним људима. Али у међувремену су по грофовијама била, у име краља, разаслата наређења да се сви ритери сакупе у Лондону. Ритерски одреди дали су се у потеру за сељацима, који су се делом већ били разишли кућама, и без муке их уништили. Одмах затим су послате краљевске судије у све устаничке области и ови су се свирепо разрачунавали са устаницима. Мноштво сељака било је повешано. По речима летописца, широм целе земље била су подигнута вешала, али на њима није било довољно места за све осуђене. Људи су у масама бежали из села куд су их очи водиле. На тргу у Лондону био је постављен пањ на коме су одсецали главе градској сиротињи која је учествовала у устанку.
Свирепа смртна казна стигла је вође устанка, међу њима и Џона Була. Краљ је разаслао наредбу да сељаци без поговора морају слушати сениоре и испуњавати све оне обавезе које су имали пре устанка.
Тако је угушен сељачки устанак. Он је био уперен против феудализма и тежио је да укине установу кметства. Сељаци су желели да постану слободни поседници земље и да вуку корист од трговине пољопривредним производима. Они су претрпели пораз. О општим узроцима пораза средњовековних устанака већ је говорено у вези са Жакеријем (види гл. XIX). Сељаци, расути по целој земљи, везани за уске локалне интересе, нису умели да се уједине и да раде организовано. Велики део устаника није учествовао у походу на Лондон, већ се ограничио само на борбу са сениорима по својим грофовијама. Сем тога, већ је међу самим сељаштвом почело раслојавање. Интереси богатих сељака и сиротиње нису се подударали. Стога ни у Лондону сељаци нису дејствовали заједно. Један је део напустио Лондон после првог састанка с краљем, оставивши сиромахе на цедилу. Класна свест сељака још је била слаба. Они су мрзели феудалце, а исто тако и краљевске саветнике, јер су их сматрали узрочницима тешких пореза. Али су они веровали да ће се краљ за њих заузети и с поверењем су гледали на његова лажљива обећања. Све је то довело до слома сељачког устанка.
Ипак је устанак Вата Тејлора задао снажан ударац феудализму. Феудални поседници сада су се бојали да сељаке терају на кулук и да им повећавају обавезе. Током XV века готово сви сељаци су преведени на новчане дажбине. Притом су многи од њих откупљивали слободу, тако да је крајем XV века у Енглеској остало врло мало кметова.

### Село после гушења устанка
Онај који би се откупио кметовске зависности постајао је лично слободан и, ако је хтео, могао је отићи од свог лорда. Али за своју деоницу он је морао да испуњава обавезе према лорду. Сада преовлађује новчана рента, али се ту и тамо сусреће и кулук и продуктна рента. Права сељака на раније кметовске деонице нису уживала заштиту краљевских судова. Као ни ранији кмет, није се ни држалац такве деонице могао жалити суду ако би лорд заузео његову земљу или му повећао обавезе. Такве сељаке, потомке ранијих вилана, називани су копихолдерима, или држаоцима на основу копије (они су као докуменат о поседу имали извод, или »копију«, из протокола месног суда).
Судови праве оштру разлику између копихолдера и фрихолдера (слободних држалаца). Фрихолдери су били фактички сопственици своје земље и лорду су плаћали само мале новчане износе. Богати фрихолдери имали су право да учествују на изборима за парламент. Копихолдери су били лишени тог права.
У то време долази до велике промене у енглеском занатству и трговини. Почевши од XIV века у Енглеској постиже велике успехе вунарска производња. Занатлије које су се преселиле из Фландрије отварале су у Лондону и по другим местима велике радионице, у којима су израђивале фине тканине. Но још се више раширила израда небојених сељачких тканина. Оне су се много тражиле у Фландрији и у Фиренци. Тамо су куповали необојене енглеске тканине, па их бојили и прерађивали.
Производња небојених тканина вршена је у Енглеској у оквиру домаће радиности. Њом се углавном бавила сеоска сиротиња. Сељаци — кућне занатлије радили су за трговце, који су код њих куповали тканине. Сељаци су ретко имали новаца да купе вуну, и трговци-прекупци давали су им сировине на дуг. Услед тога кућне занатлије су доспевале у пуну зависност од трговаца. Од XIV века Енглеска извози све мање вуне; главни предмет извоза постаје небојена тканина.
До великих промена дошло је и у трговини. Раније су трговци из других земаља долазили у Енглеску по вуну. Сада су се у Енглеској почела стварати трговачка друштва за извоз тканина. Најчувеније међу њима било је друштво »трговаца-авантуриста« које је настало почетком XV века. У XV веку енглески трговачки бродови појавили су се у свим морима Западне Европе.
У Енглеској је почело да се мења читаво друштвено уређење. Прво место у енглеској привреди почело је да добија гајење оваца, производња тканина и поморска трговина. Све је то рушило стари феудални поредак. У XIV и XV веку систем кметства брзо пропада, а на селу и у граду све се више шири најамни рад. У Енглеској почиње да се ствара ново племство. То ново племство не личи на старо, феудално. Оно не живи толико од експлоатације зависног сељаштва колико од експлоатације најамног рада и продаје својих производа. Трговина, цене вуни и житу, ниска најамнина — то су питања која највише интересују ново племство. У редове тог новог племства продиру трговци, који су купили земљопосед, а исто тако и обогаћени кулаци. Новом племству била је потребна јака краљевска власт, која би могла да заштити интересе енглеске трговине и да чврсто држи у потчињености раднике.

## Самовоља феудалаца
Феудални великаши окружују се великим пратњама најамника, које углавном врбују међу пропалим племством. Они добијају униформу (»ливреја«) с грбом барона — отуда назив тих војних пратњи »ливреје«. У Енглеској почињу да господаре групе феудалаца, међусобно повезане родбинским везама — читави феудални кланови. Велике феудалце окружују мали рођаци и суседи који од њих зависе. Феудалац са својим »ливрејом«, са својим сродницима и клијентима, не боји се ни краља, ни његових судова ни чиновника. Он напада на суседе, заузима њихову земљу, а његова пратња понекад пљачка на друмовима и упушта се у праве битке с властима и с државном војском. Избори за парламент врше се под непосредним притиском тих банди које гласају по наређењу свог лорда и утерују страх у кости свим осталим бирачима. Доњи дом доспева у руке баронских експонената. Барони су долазили у парламент с наоружаним пратњама. Када је било забрањено да се у парламент уноси оружје, они су долазили с тојагама. Парламент је 1426 г. добио назив »батински парламенат«. Када су забрањене тојаге, они су крили под плаштевима камење и оловне тегове.
Ово васкрсавање феудалне анархије стоји у вези са опадањем феудалне привреде. У то време када се ново племство прилагођавало новим условима производње и све више пребацивало на колосек капиталистичке експлоатације, привреда крупних феудалаца, који су живели првенствено од феудалне ренте, преживљавала је оштру кризу. Покушај феудалаца да повећају феудалну ренту и нарочито кулук није био крунисан успехом. Он је крајње озлоједио сељаке и био један од узрока који су изазвали устанак 1381 г. Без обзира на то што је устанак био угушен, на њега је дуго сачувана успомена, и лордови се нису усуђивали да понове своје покушаје. У већини случајева они престају да воде своје властелинско газдинство и дају властелинску земљу у аренду. Арендатори властелинске земље били су углавном обогаћени сељаци. Ликвидација властелинског газдинства дала је знатан подстицај за раслојавање сељака и пораст богатог горњег слоја у њему. Али у исто време она је имала и врло важних последица за феудалце.
Ликвидирајући своје властелинско газдинство, феудалац је губио сваку везу с тржиштем и није имао могућности да из трговине извлачи профит. У исто време сељачке ренте су биле фиксиране. Феудалац се претвара у простог уживаоца ренте, али су на том путу његове могућности биле веома ограничене. И зато феудалац усмерава своје жеље у правцу паразитске експлоатације државног апарата као средства за повећање својих прихода. Главни задатак феудалних клика постаје борба за власт, борба за стицање краљевске круне или утицаја на краљевском двору како би се пљачкала државна каса. Други извор прихода постаје војничка пљачка, ратни плен па чак и једноставно пљачкање на друмовима. У епохи општег успона привредног живота Енглеске феудалци су се опет претворили у опасне пљачкаше, подивљали су и својом крвавом борбом за плен наносили огромну штету интересима оних класа које сада све више избијају у први ред у привредном животу земље.

## Прва криза (1387—1388)
Кад је Ричард преузео управљање краљевством, он уклања главне племиће, који су дотад одлучивали на двору и поставља свој круг саветника. Незадовољна група лордова се жали, па су се називали лордови који се жале.
Незадовољни лордови врше притисак на енглески парламент, па парламент захтева 1387. да Ричард II уклони непопуларне саветнике. Ричард II то одбија, па парламент поставља Државни савет да влада у име краља. 
Ричард II хапси вођу групе незадовољних лордова. Међутим у сукобу Ричардови војници су савладани, а Ричард II је утамничен у чувеној Лондонској кули. Осам Ричардових саветника је смакнуто 1388. због издаје, а остали су протерани.

## Крхки мир
Ричард остаје и даље краљ, али готово без ауторитета. Међутим научио је лекцију из 1387. и постао је опрезан са лордовима. Ричард је био сличан каснијим ренесансним принчевима. Украсио је Вестминстерску палату. Постаје мецена за уметност, архитектуру и литературу. Инсистира на коришћењу кашика на двору, а изумео је и марамицу.
Са Француском потписује 1396. мир на 28 година и жени се Изабелом Валоа, ћерком Карла VI Лудог. Тиме је Стогодишњи рат био прекинут до 1414. године.
Иначе Ричард није показивао жеље за ратовањем. У Ирској је 1394. показао да је заинтересован за мирољубива решења спорова. У Ирској је настојао третирати са поштовањем и благошћу обичне грађане Ирске, који се не придружују побуњеницима. Нажалост прерано је свргнут, да би ту политику спроводио довољно дуго.

## Друга криза (1397—1399) и свргавање Ричарда

### Ричард се решава лордова, који су га понизили
Ричард се довољно учврстио на власти, па одлучује 1397. да се реши лордова, који су уклонили његове саветнике током прве кризе. Једног од лордова убија, други умире у затвору, а трећи је протеран. Све то ради под изговором да су поново планирали државни удар. Коначно је почео са чишћењем свих оних, које је видео као препреку свом краљевском ауторитету.

### Ричард одузима имовину будућем Хенрију IV
Ричард је био без деце. Следио је политику својих предака и настојао је што више централизовати власт одузимањем земље од моћних племића. Син Џона од Гента је био Хенрик Болинбрук (будући Хенрик IV).
После смрти Џона од Гента, Ричард одузима огромно имање Хенрија Болинбрука због наводне нелојалности и хушкања против краља. Имање Хенрија Болингброка је било држава у држави и било је препрека на путу уједињене и мирне Енглеске.

### Ричард је свргнут, а Хенри IV постаје краљ
Хенри Болинбрук (будући Хенри IV) креће у битку против краља Ричарда II, кад се Ричард налазио у походу у Ирској. Пошто је Ричардов аутократски стил владања био непопуларан, Хенрик IV лако задобија контролу над југом и истоком Енглеске. У почетку је Хенри IV имао ограничене циљеве, који су се сводили на повратак његове имовине и ограничење краљеве власти. Кад се Ричард вратио у Велс, већ је незадовољство његовом влашћу захватило целу Енглеску, па је Хенрик IV осећао да има прилику да сам постане краљ.
Ричард је заробљен у Велсу, одведен је у Лондонску кулу и присиљен је да абдицира. Парламент је изабрао Хенрија IV за новог краља. Ричард је затворен у замку Понтефракт и ту је вероватно убијен 1400.

## Породично стабло
|  |                                                |  |  |  |  |  |  |  |  |  |  |  |  |  |  |  |
|  | 16. Едвард I Плантагенет                       |  |  |  |  |  |  |  |  |  |  |  |  |  |  |  |
|  |                                                |  |  |  |  |  |  |  |  |  |  |  |  |  |  |  |
|  |                                                |  |  |  |  |  |  |  |  |  |  |  |  |  |  |  |
|  | 8. Едвард II Плантагенет                       |  |  |  |  |  |  |  |  |  |  |  |  |  |  |  |
|  |                                                |  |  |  |  |  |  |  |  |  |  |  |  |  |  |  |
|  |                                                |  |  |  |  |  |  |  |  |  |  |  |  |  |  |  |
|  | 17. Елеонора Кастиљска                         |  |  |  |  |  |  |  |  |  |  |  |  |  |  |  |
|  |                                                |  |  |  |  |  |  |  |  |  |  |  |  |  |  |  |
|  |                                                |  |  |  |  |  |  |  |  |  |  |  |  |  |  |  |
|  | 4. Едвард III Плантагенет                      |  |  |  |  |  |  |  |  |  |  |  |  |  |  |  |
|  |                                                |  |  |  |  |  |  |  |  |  |  |  |  |  |  |  |
|  |                                                |  |  |  |  |  |  |  |  |  |  |  |  |  |  |  |
|  | 18. Филип IV                                   |  |  |  |  |  |  |  |  |  |  |  |  |  |  |  |
|  |                                                |  |  |  |  |  |  |  |  |  |  |  |  |  |  |  |
|  |                                                |  |  |  |  |  |  |  |  |  |  |  |  |  |  |  |
|  | 9. Изабела Француска                           |  |  |  |  |  |  |  |  |  |  |  |  |  |  |  |
|  |                                                |  |  |  |  |  |  |  |  |  |  |  |  |  |  |  |
|  |                                                |  |  |  |  |  |  |  |  |  |  |  |  |  |  |  |
|  | 19. Џоана I од Наваре                          |  |  |  |  |  |  |  |  |  |  |  |  |  |  |  |
|  |                                                |  |  |  |  |  |  |  |  |  |  |  |  |  |  |  |
|  |                                                |  |  |  |  |  |  |  |  |  |  |  |  |  |  |  |
|  | 2. Едвард Црни Принц                           |  |  |  |  |  |  |  |  |  |  |  |  |  |  |  |
|  |                                                |  |  |  |  |  |  |  |  |  |  |  |  |  |  |  |
|  |                                                |  |  |  |  |  |  |  |  |  |  |  |  |  |  |  |
|  | 20. John II, Count of Holland                  |  |  |  |  |  |  |  |  |  |  |  |  |  |  |  |
|  |                                                |  |  |  |  |  |  |  |  |  |  |  |  |  |  |  |
|  |                                                |  |  |  |  |  |  |  |  |  |  |  |  |  |  |  |
|  | 10. Вилијам I, гроф од Еноа                    |  |  |  |  |  |  |  |  |  |  |  |  |  |  |  |
|  |                                                |  |  |  |  |  |  |  |  |  |  |  |  |  |  |  |
|  |                                                |  |  |  |  |  |  |  |  |  |  |  |  |  |  |  |
|  | 21. Филипа од Луксембурга                      |  |  |  |  |  |  |  |  |  |  |  |  |  |  |  |
|  |                                                |  |  |  |  |  |  |  |  |  |  |  |  |  |  |  |
|  |                                                |  |  |  |  |  |  |  |  |  |  |  |  |  |  |  |
|  | 5. Филипа од Еноа                              |  |  |  |  |  |  |  |  |  |  |  |  |  |  |  |
|  |                                                |  |  |  |  |  |  |  |  |  |  |  |  |  |  |  |
|  |                                                |  |  |  |  |  |  |  |  |  |  |  |  |  |  |  |
|  | 22. Шарл Валоа                                 |  |  |  |  |  |  |  |  |  |  |  |  |  |  |  |
|  |                                                |  |  |  |  |  |  |  |  |  |  |  |  |  |  |  |
|  |                                                |  |  |  |  |  |  |  |  |  |  |  |  |  |  |  |
|  | 11. Жана од Валоа                              |  |  |  |  |  |  |  |  |  |  |  |  |  |  |  |
|  |                                                |  |  |  |  |  |  |  |  |  |  |  |  |  |  |  |
|  |                                                |  |  |  |  |  |  |  |  |  |  |  |  |  |  |  |
|  | 23. Маргарета Анжујска                         |  |  |  |  |  |  |  |  |  |  |  |  |  |  |  |
|  |                                                |  |  |  |  |  |  |  |  |  |  |  |  |  |  |  |
|  |                                                |  |  |  |  |  |  |  |  |  |  |  |  |  |  |  |
|  | 1. Ричард II Плантагенет                       |  |  |  |  |  |  |  |  |  |  |  |  |  |  |  |
|  |                                                |  |  |  |  |  |  |  |  |  |  |  |  |  |  |  |
|  |                                                |  |  |  |  |  |  |  |  |  |  |  |  |  |  |  |
|  | 24. Хенри III Плантагенет                      |  |  |  |  |  |  |  |  |  |  |  |  |  |  |  |
|  |                                                |  |  |  |  |  |  |  |  |  |  |  |  |  |  |  |
|  |                                                |  |  |  |  |  |  |  |  |  |  |  |  |  |  |  |
|  | 12. Едвард I Плантагенет (=16)                 |  |  |  |  |  |  |  |  |  |  |  |  |  |  |  |
|  |                                                |  |  |  |  |  |  |  |  |  |  |  |  |  |  |  |
|  |                                                |  |  |  |  |  |  |  |  |  |  |  |  |  |  |  |
|  | 25. Елеонора од Провансе                       |  |  |  |  |  |  |  |  |  |  |  |  |  |  |  |
|  |                                                |  |  |  |  |  |  |  |  |  |  |  |  |  |  |  |
|  |                                                |  |  |  |  |  |  |  |  |  |  |  |  |  |  |  |
|  | 6. Edmund of Woodstock, 1st Earl of Kent       |  |  |  |  |  |  |  |  |  |  |  |  |  |  |  |
|  |                                                |  |  |  |  |  |  |  |  |  |  |  |  |  |  |  |
|  |                                                |  |  |  |  |  |  |  |  |  |  |  |  |  |  |  |
|  | 26. Филип III Храбри                           |  |  |  |  |  |  |  |  |  |  |  |  |  |  |  |
|  |                                                |  |  |  |  |  |  |  |  |  |  |  |  |  |  |  |
|  |                                                |  |  |  |  |  |  |  |  |  |  |  |  |  |  |  |
|  | 13. Margaret of France                         |  |  |  |  |  |  |  |  |  |  |  |  |  |  |  |
|  |                                                |  |  |  |  |  |  |  |  |  |  |  |  |  |  |  |
|  |                                                |  |  |  |  |  |  |  |  |  |  |  |  |  |  |  |
|  | 27. Марија од Брабанта                         |  |  |  |  |  |  |  |  |  |  |  |  |  |  |  |
|  |                                                |  |  |  |  |  |  |  |  |  |  |  |  |  |  |  |
|  |                                                |  |  |  |  |  |  |  |  |  |  |  |  |  |  |  |
|  | 3. Џоана од Кента                              |  |  |  |  |  |  |  |  |  |  |  |  |  |  |  |
|  |                                                |  |  |  |  |  |  |  |  |  |  |  |  |  |  |  |
|  |                                                |  |  |  |  |  |  |  |  |  |  |  |  |  |  |  |
|  | 28. Baldwin Wake                               |  |  |  |  |  |  |  |  |  |  |  |  |  |  |  |
|  |                                                |  |  |  |  |  |  |  |  |  |  |  |  |  |  |  |
|  |                                                |  |  |  |  |  |  |  |  |  |  |  |  |  |  |  |
|  | 14. John Wake, 1st Baron Wake of Liddell       |  |  |  |  |  |  |  |  |  |  |  |  |  |  |  |
|  |                                                |  |  |  |  |  |  |  |  |  |  |  |  |  |  |  |
|  |                                                |  |  |  |  |  |  |  |  |  |  |  |  |  |  |  |
|  | 29. Hawise de Quincy                           |  |  |  |  |  |  |  |  |  |  |  |  |  |  |  |
|  |                                                |  |  |  |  |  |  |  |  |  |  |  |  |  |  |  |
|  |                                                |  |  |  |  |  |  |  |  |  |  |  |  |  |  |  |
|  | 7. Margaret Wake, 3rd Baroness Wake of Liddell |  |  |  |  |  |  |  |  |  |  |  |  |  |  |  |
|  |                                                |  |  |  |  |  |  |  |  |  |  |  |  |  |  |  |
|  |                                                |  |  |  |  |  |  |  |  |  |  |  |  |  |  |  |
|  | 30. Sir William de Fiennes                     |  |  |  |  |  |  |  |  |  |  |  |  |  |  |  |
|  |                                                |  |  |  |  |  |  |  |  |  |  |  |  |  |  |  |
|  |                                                |  |  |  |  |  |  |  |  |  |  |  |  |  |  |  |
|  | 15. Joan de Fiennes                            |  |  |  |  |  |  |  |  |  |  |  |  |  |  |  |
|  |                                                |  |  |  |  |  |  |  |  |  |  |  |  |  |  |  |
|  |                                                |  |  |  |  |  |  |  |  |  |  |  |  |  |  |  |
|  | 31. Blanche de Brienne, Baroness Tingry        |  |  |  |  |  |  |  |  |  |  |  |  |  |  |  |
|  |                                                |  |  |  |  |  |  |  |  |  |  |  |  |  |  |  |
|  |                                                |  |  |  |  |  |  |  |  |  |  |  |  |  |  |  |